# Cerva (Catanzaro)
Cerva é uma comuna italiana da região da Calábria, província de Catanzaro, com cerca de 1.319 habitantes. Estende-se por uma área de 104 km², de densidade populacional 120 h/km². Faz fronteira com Andali, Belcastro, Cropani, Petronà, Sersale.

## Demografia
| Variação demográfica do município entre 1861 e 2011                               |
|                                                                                   |
| Fonte: Istituto Nazionale di Statistica (ISTAT) - Elaboração gráfica da Wikipedia |